# Celastrus monospermus
Celastrus monospermus är en benvedsväxtart som beskrevs av William Roxburgh. Celastrus monospermus ingår i släktet Celastrus och familjen Celastraceae. Inga underarter finns listade.